# لئون آسکین
لئون آسکین (انگلیسی: Leon Askin؛‏ ۱۸ سپتامبر ۱۹۰۷ – ۳ ژوئن ۲۰۰۵) بازیگر و فیلم‌نامه‌نویس اهل اتریش بود.
از فیلم‌ها یا برنامه‌های تلویزیونی که وی در آن نقش داشته‌است، می‌توان به از همسایه خود بدزد، مرگ دوبار در می‌زند، یک، دو، سه و پسر سندباد اشاره کرد.